# Port Authority of New York and New Jersey
De Port Authority of New York and New Jersey (PANYNJ) is het havenbedrijf dat de havens van New York en New Jersey beheert. Het havenbedrijf is in handen van de beide staten en opgericht in 1921 als de Port of New York Authority.
Het havenbedrijf beheert bruggen, tunnels, luchthavens en zeehavens binnen de Haven van New York en New Jersey. Dit gebied beslaat ongeveer 3.900 km² en ligt grofweg binnen een straal van 40 km vanaf Statue of Liberty in de haven van New York. De port authority is gevestigd op 225 Park Avenue South in Manhattan.

## Beheerde objecten

De PANYNJ beheert de zeehaven met de op twee na grootste overslag, na de havens van Houston en South Louisiana

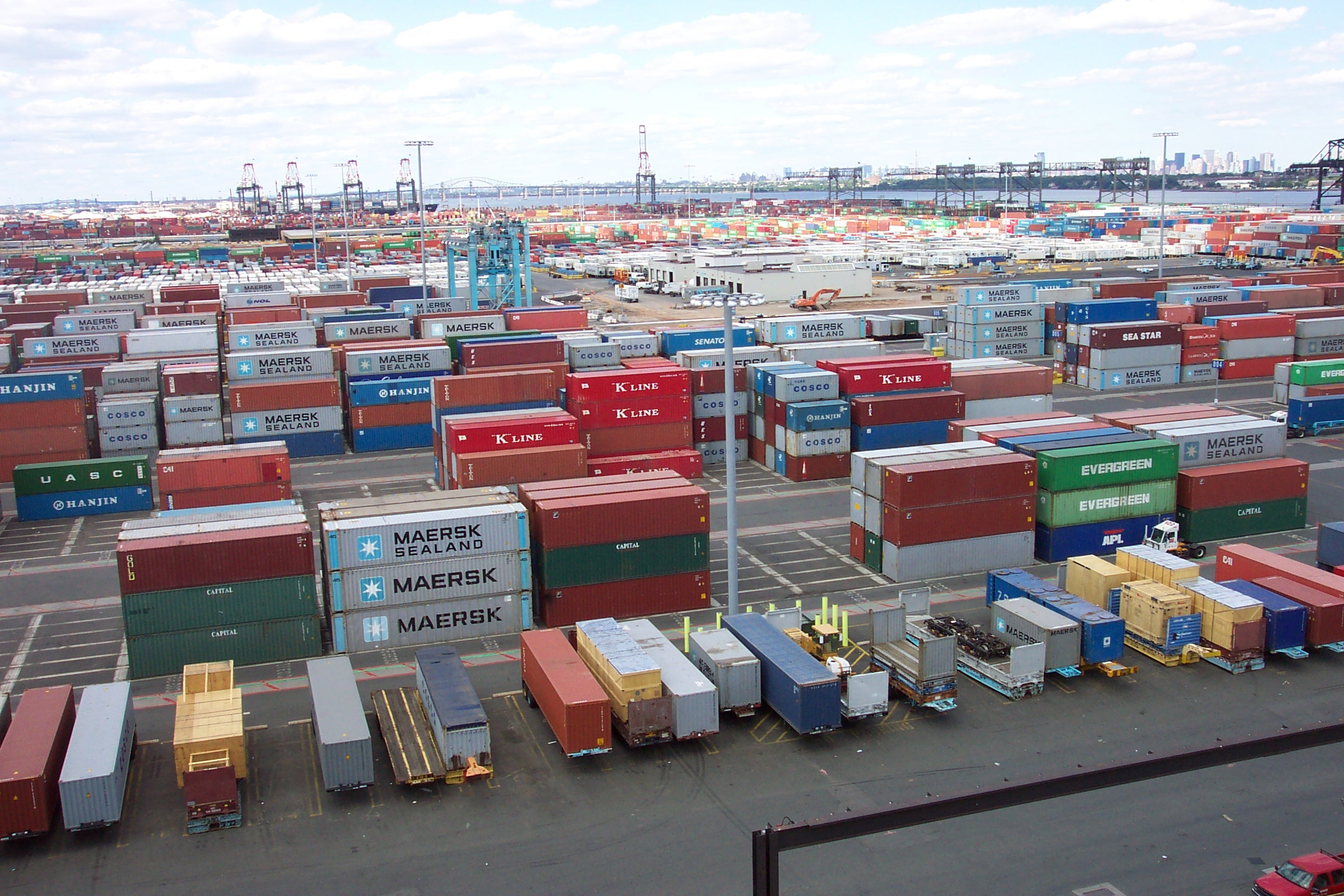
A.P. Moller Container terminal Port Elizabeth

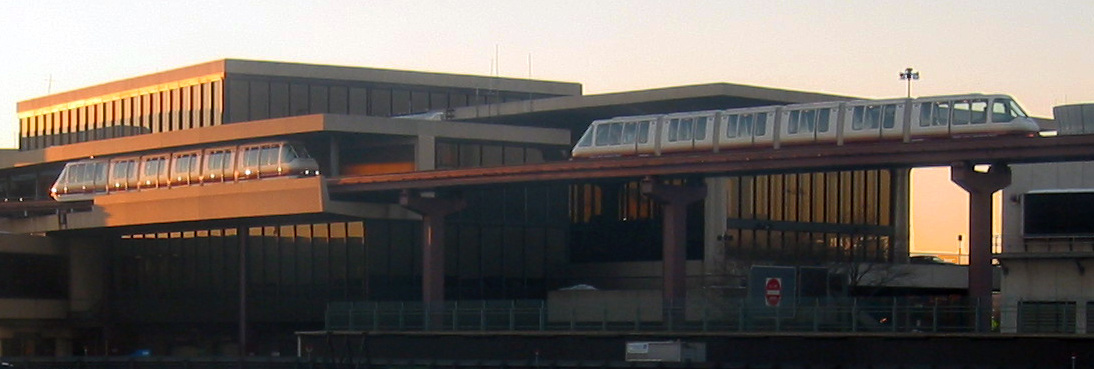
AirTrain Newark op Newark Liberty International Airport

De Port Authority of New York and New Jersey beheert belangrijke infrastructurele werken die van groot belang zijn voor de economie van het gebied New York/New Jersey waaronder de vier luchthavens, de New York/New Jersey zeehaven, het PATH-spoorwegnet, zes tunnels en bruggen tussen New York en New Jersey, de Port Authority Bus Terminal in Manhattan en de locatie van het World Trade Center.

### Zeehavens
De Haven van New York en New Jersey is de grootste haven aan de oostkust van Noord-Amerika en is gevestigd in het hart van de meest welvarende consumentenmarkt ter wereld. Het gebied kent een snelle toegang tot de belangrijke snelweg- en spoornetwerken.
De Port Authority exploiteert de volgende zeehavens:
- Port Jersey in Bayonne en Jersey City
- Brooklyn Port Authority Marine Terminal Red Hook, Brooklyn, NY
- Howland Hook Marine Terminal op Staten Island.
- Port Newark-Elizabeth Marine Terminal in Elizabeth en Newark

De Port Newark-Elizabeth Marine Terminal was in 1962 de eerste haven in de Verenigde Staten die overging op containeroverslag, In 2004 verwerkten de zeehavens van de Port Authority het op twee na grootste volume van zeehavens in de Verenigde Staten, gemeten in tonnage.

### Luchthavens
De Port Authority exploiteert de volgende luchthavens:
- John F. Kennedy International Airport (Queens, New York)
- LaGuardia Airport (Queens, New York)
- Newark Liberty International Airport (Newark en Elizabeth, New Jersey)
- Stewart International Airport, (Newburgh, New York)
- Teterboro Airport (Teterboro, New Jersey)

Zowel Kennedy en LaGuardia airport zijn eigendom van de City of New York en worden verhuurd aan de Port Authority. Newark Liberty is eigendom van de gemeente Newark en wordt ook verhuurd aan de Authority. In 2007 werd Stewart International Airport, eigendom van de Staat New York, ook verhuurd aan de Port Authority.

### Heliports
De Authority exploiteert ook de Downtown Manhattan Heliport (Manhattan).

### Bruggen en tunnels
De Port Authority beheert ook de volgende objecten:
- Lincoln Tunnel
- Holland Tunnel
- George Washington Bridge
- Goethals Bridge
- Outerbridge Crossing
- Bayonne Bridge

Al deze objecten zijn in eigendom van de Port Authority.

### Openbaar vervoer

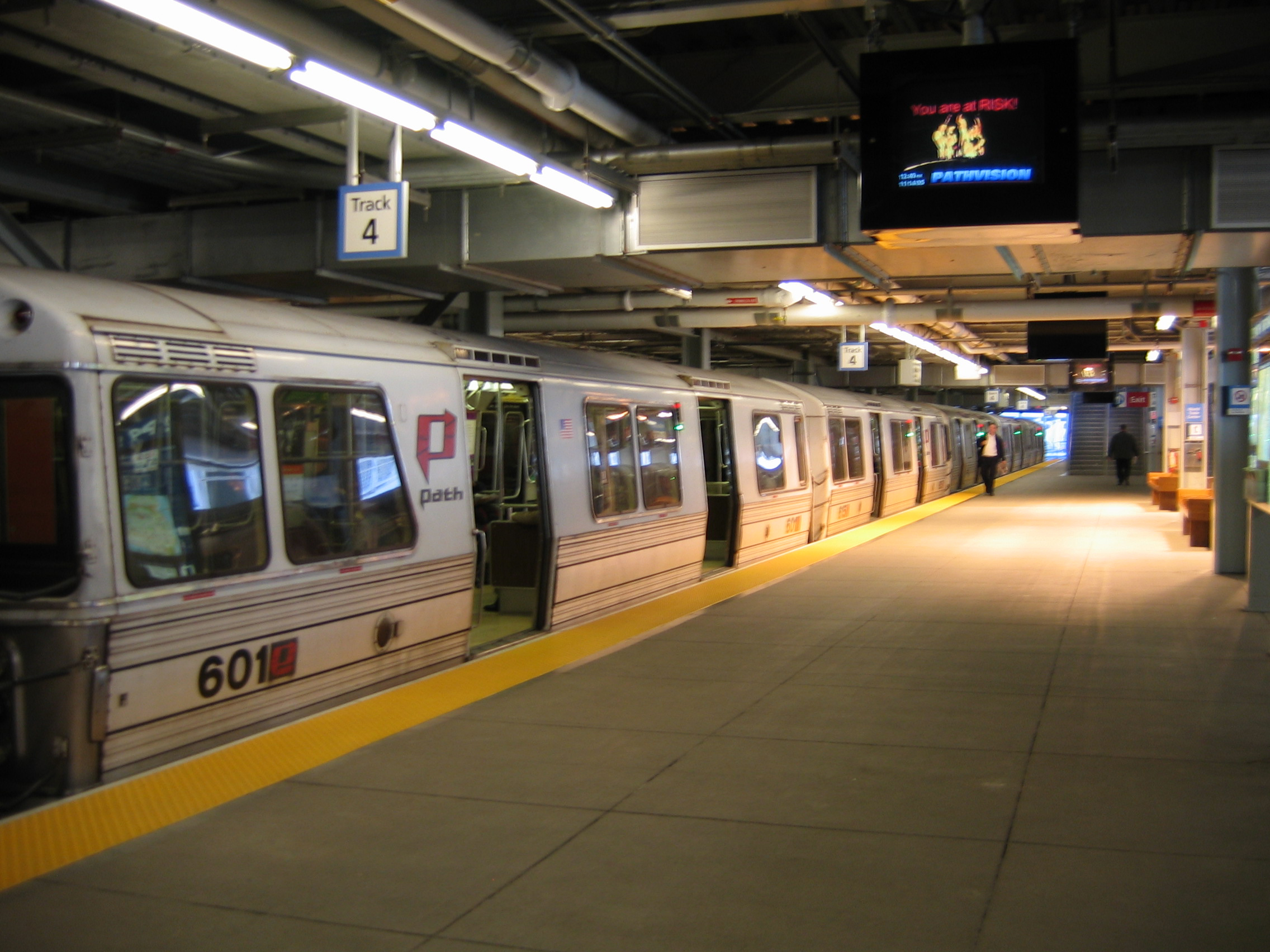
Een trein naar Hoboken op het WTC PATH station.

De Port Authority exploiteert de Port Authority Bus Terminal op 42nd Street en het George Washington Bridge Busstation, het Port Authority Trans-Hudson (PATH) spoornet tussen lower en midtown Manhattan met New Jersey, de AirTrain Newark tussen Newark International Airport en New Jersey Transit en Amtrak via een station aan de Northeast Corridor spoorlijn, en de AirTrain JFK tussen JFK en Howard Beach (metro) en Jamaica Station (Long Island Rail Road en metro) in Queens, New York.

### Vastgoed
De Port Authority participeert ook in economische ontwikkelingsprojecten in de regio in samenwerking met andere partijen. Hieronder valt de Teleport communications center in Staten Island, Bathgate Industrial Park in The Bronx, het Essex County Resource Recovery Facility, The Legal Center in Newark, Queens West in Long Island City, NY, en The South Waterfront in Hoboken, New Jersey.